# اسکان‌ثورپ
Member_of_Parliamentاسکان‌ثورپlatitudeاسکان‌ثورپlongitudeاسکان‌ثورپ
اسکان‌ثورپ (به انگلیسی: Scunthorpe) شهری در منطقهٔ شفیلد کشور انگلستان است که این کشور خود بخشی از بریتانیا محسوب می‌شود. این شهر در سال ۱۹۹۱ میلادی ۷۵٫۹۸۲ نفر جمعیت داشته و در سرشماری سال ۲۰۰۱ جمعیت آن به ۷۲٫۶۶۰ نفر رسیده‌است. میزان رشد سالانهٔ جمعیت اسکان‌ثورپ ‎۰٫۳۶ درصد می‌باشد و جمعیت این شهر در سال ۲۰۱۲ به ۷۵٫۵۷۴ نفر تغییر یافت.